# Orjachovo
Orjachovo (bulgariska: Оряхово) i kommunen Obsjtina Orjachovo är huvudort i regionen Vratsa i nordvästra Bulgarien. Staden ligger vid Donau, precis vid den rumänska gränsen.